# Biserica romanică din Keferloh

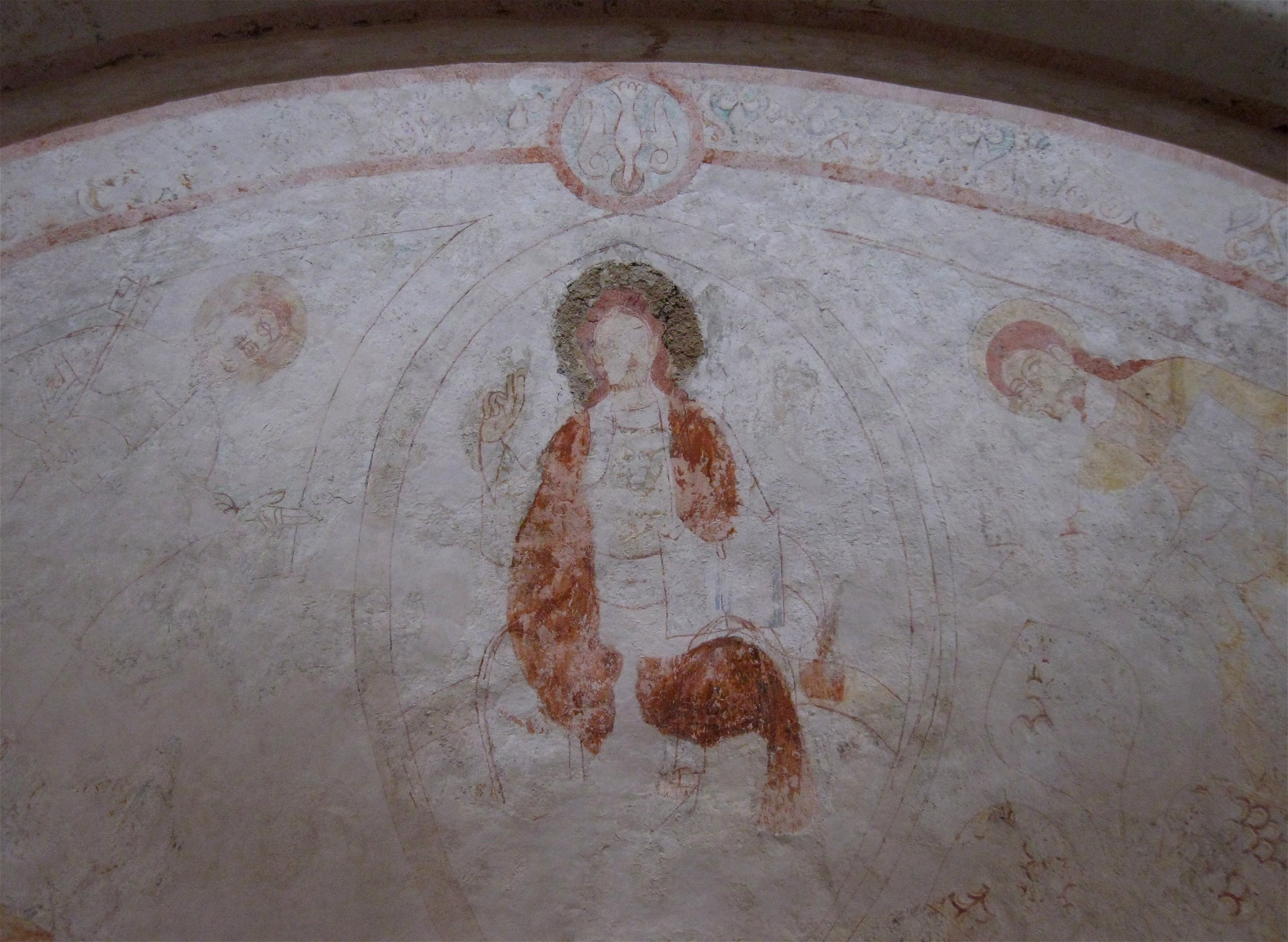
Cristos Pantocrator, frescă din secolul al XII-lea

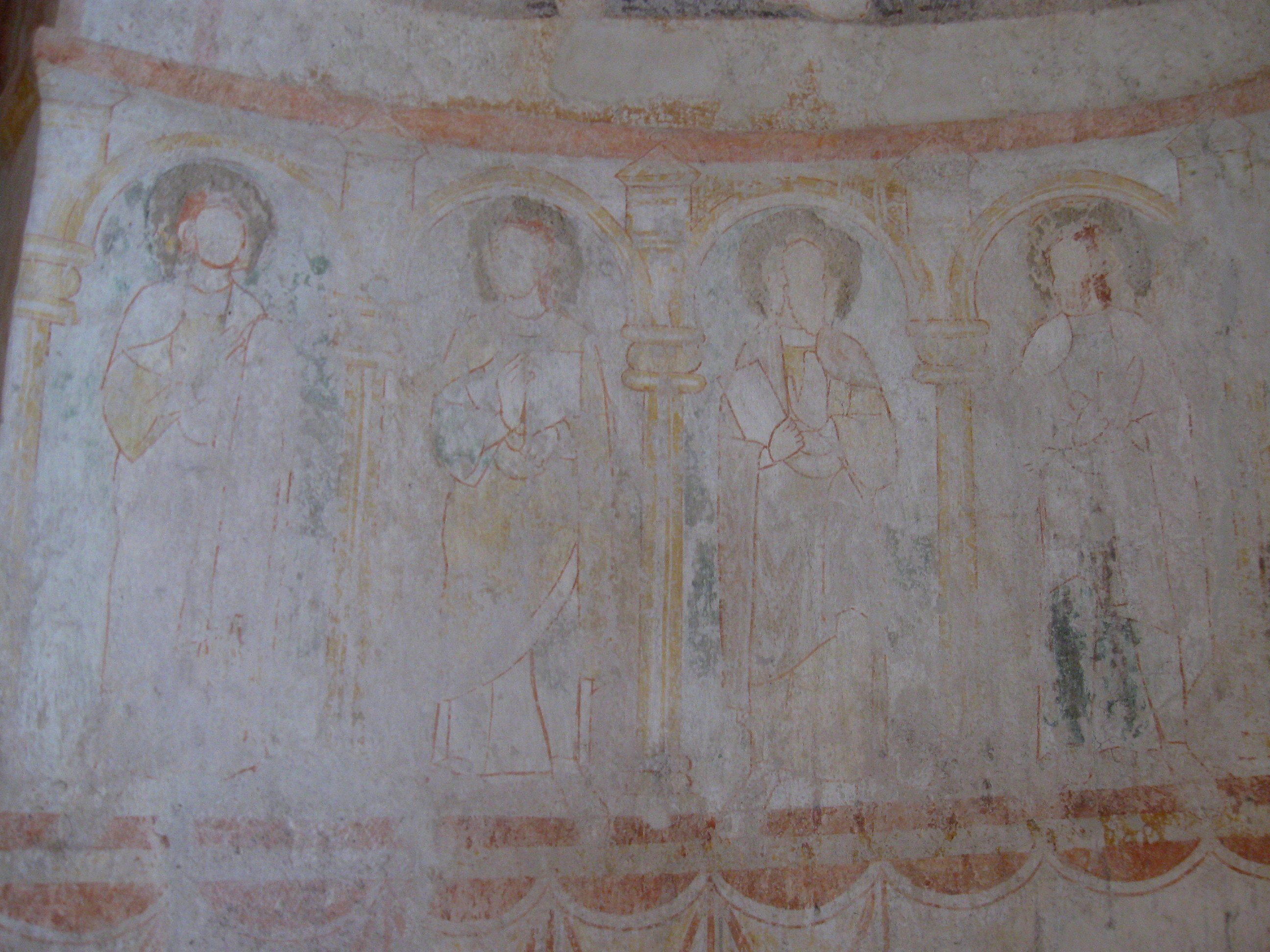
Sfinți, frescă din secolul al XII-lea

Biserica Sfântul Egidiu din Keferloh (în germană Die katholische Kirche St. Ägidius in Keferloh) este un monument din secolul al XII-lea. Lăcașul este situat la est de München, în districtul München.

## Istoric
Episcopul Otto de Freising a acordat în anul 1155 călugărilor premonstratenzi din Schäftlarn dreptul de a construi acest lăcaș. Lucrările au început în 1156. Biserica a fost sfințită la 1 septembrie 1173, de ziua Sfântului Egidiu, sfântul patron al lăcașului.
Biserica a fost secularizată în anul 1802 și vândută de stat în părți egale celor două familii de țărani din localitate. Noii proprietari au folosit edificiul ca șopron. În anii 1884-1886 au fost redescoperite frescele originale, din epoca romanică. În anul 1964, sub conducerea cardinalului Julius Döpfner, clădirea a fost dobândită de Arhidieceza de München și Freising.

## Interior
În interior se păstrează frescele originale, din secolul al XII-lea.